# Nova Marring
Nova Marring (Assen, 6 september 2001) is een Nederlands volleybalspeelster. Ze kwam in Nederland uit voor Sudosa-Desto en VC Zwolle. Van 2020 tot 2023 kwam Marring in België uit voor Ladies Volley Limburg Genk en Asterix Avo Beveren. Sinds 2024 komt Marring uit voor het Duitse Schweriner SC.

## Carrière
Nova Marring begon haar carrière bij Sudosa-Desto in haar geboorteplaats Assen. Hierna kwam ze een twee jaar uit voor VC Zwolle. In 2020 vertrok Marring naar het Belgische Ladies Volley Limburg Genk. Deze club verliet ze na een jaar voor competitiegenoot Asterix Avo Beveren. Hier werd Marring landskampioen en bekerwinnaar van België, waarmee ze een contract afdwong bij de Duitse Schweriner SC. Bij deze club trof Marring Felix Koslowski, de bondscoach van de Nederlandse volleybalploeg.
Marring komt ook uit voor de Nederlandse volleybalploeg. Ze debuteerde als international in de Nations League en kwam in actie op het EK 2023. Op dit eindtoernooi wist Nederland de derde plaats te behalen. In 2024 wist Nederland via een topklassering op de wereldranglijst zich te plaatsen voor de Olympische Spelen van 2024. Op 6 juli 2024 werd bekend dat Marring een van de drie afvallers in de selectie was van bondscoach Felix Koslowski van Nederland op de Olympische Spelen. Marring zal wel als reserve meetrainen bij de selectie van de Nederlandse volleybalploeg.